# Prima divisio

Het wapen van het graafschap Nassau

Prima divisio (Latijn voor eerste deling of verdeling) is de term die historici gebruiken voor het huisverdrag met de eerste verdeling van het graafschap Nassau tussen de broers Walram II en Otto I van Nassau uit 1255.

## Voorgeschiedenis
In het oude erfrecht gold een koninkrijk/hertogdom/graafschap als het persoonlijk bezit van de koning/hertog/graaf. Bij het overlijden van de vorst werd zijn bezit geërfd door al zijn zoons. Dit in tegenstelling tot het later ingevoerde eerstgeboorterecht (of primogenituur) waar de oudste zoon alles erft. De zoons konden het geërfde land gezamenlijk besturen of tot verdeling in gelijke delen overgaan. Het zal geen verbazing wekken dat zowel het gezamenlijk bestuur van een land als het tot overeenstemming komen om een land in gelijke delen te verdelen, vaak stof tot conflicten opleverde. Zulke conflicten leidden regelmatig tot successieoorlogen.
Voor zover bekend hebben de eerste graven van Laurenburg en Nassau hun land altijd gezamenlijk bestuurd als er meerdere zoons waren. Dat herhaalde zich bij het overlijden van graaf Hendrik II van Nassau. Zijn zoons Walram en Otto volgden hem op en regeerden hun graafschap gezamenlijk. De bronnen spreken elkaar tegen of er tussen Walram en Otto een conflict over de opvolging is ontstaan. Wat ook de reden geweest mag zijn, uiteindelijk sloten ze een verdrag tot verdeling van het graafschap.

## Het verdrag

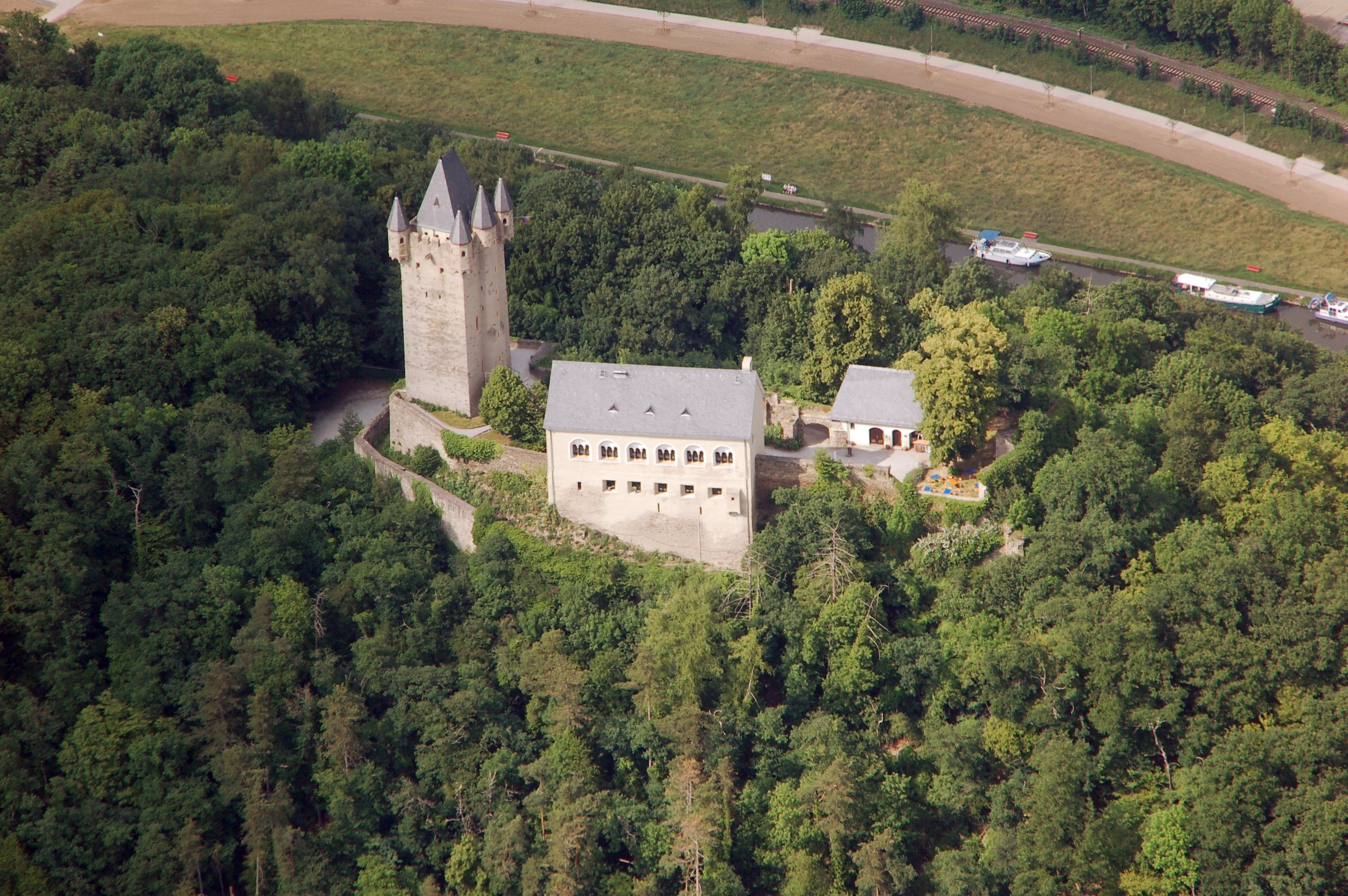
De Burcht Nassau

Het verdrag werd op 16 december 1255 door de gevolmachtigden van Walram en Otto op de Burcht Nassau gesloten. Het graafschap werd in twee gelijke delen verdeeld met de rivier Lahn als grens.
De verdeling was als volgt:
- Het gebied ten noorden van de Lahn, de heerlijkheden Siegen,[noot 2] Dillenburg, Herborn,[noot 3] Tringenstein, Neukirch en Emmerichenhain, een deel van de Kalenberger Zent[noot 4] (ambt Kalenberg) en de proosdijen Dietkirchen en (Bad) Ems, werd toegewezen aan Otto.
- Het gebied ten zuiden van de Lahn, de heerlijkheden Wiesbaden, Idstein, de ambten Weilburg (met de Wehrholz) en Bleidenstadt, werd toegewezen aan Walram.
- De Burcht Nassau en onderhorigheden (Dreiherrische[noot 5]), de ambten Miehlen en Schönau[noot 6] (Klooster Schönau bij Strüth über Nastätten), alsmede het Vierherrengericht,[noot 7] de Burcht Laurenburg, de Esterau (dat in gezamenlijk bezit was met de graven van Diez) en de leengoederen in Hessen bleven gezamenlijk bezit.

Daarnaast bevatte het verdrag de verplichting voor Walram om zijn broer Otto – met alle middelen die hem ter beschikking stonden – te steunen in de Dernbachse Vete tegen Hessen, als dit geschil niet kon worden beslecht met de hulp van de koning of door andere vriendschappelijke bemiddeling.
Het verdrag werd, behalve door Walram en Otto, ook ondertekend door graaf Emico IV van Leiningen, B. van Brunsberg en de abt van Bleidenstadt.
Later, wellicht reeds kort na het sluiten van het verdelingsverdrag, toonde Walram zich ontevreden met enkele bepalingen uit het verdrag en vocht deze aan. Of hij hierbij al handelde onder invloed van de geestesziekte, waaraan hij leed, is onbekend. Wel zeker is dat hij in een aanval van krankzinnigheid het voor hem gemaakte originele exemplaar van het verdelingsverdrag verbrand heeft.
Het voor Otto gemaakte originele exemplaar van het verdelingsverdrag is bewaard gebleven. Het wordt bewaard in het Koninklijk Huisarchief te Den Haag. Het werd tussen 25 mei en 19 augustus 2018 tentoongesteld in Kasteel Vianden. De huidige hoofden van de Walramse en Ottoonse linies, groothertog Henri van Luxemburg en koning Willem-Alexander der Nederlanden, en hun echtgenotes, bekeken het in Kasteel Vianden tentoongestelde exemplaar van de Prima divisio bij de opening van de tentoonstelling op 24 mei 2018.

## Gevolgen van de verdeling
Sinds de verdeling is het huis Nassau verdeeld in twee linies: de Walramse linie en de Ottoonse linie, genoemd naar de beide stichters. Er zijn later nog andere verdelingen geweest. Die zijn alle weer ongedaan gemaakt door het uitsterven van familietakken, maar de oorspronkelijke eerste deling bestaat nog steeds. Walram werd de stamvader van de groothertogen van Luxemburg en Otto werd de stamvader van de koningen van Nederland.

## Vervanging van het verdrag
De Prima divisio werd in 1783 vervangen door de door prins Willem V van Oranje-Nassau en de vorsten Karel Christiaan van Nassau-Weilburg, Karel Willem van Nassau-Usingen en Lodewijk van Nassau-Saarbrücken gesloten Erneuerte Nassauische Erbverein. Dat verdrag is nog altijd van toepassing op de troonopvolging in het groothertogdom Luxemburg.

## Trivia
In 1858 stichtten koning Willem III der Nederlanden en hertog Adolf van Nassau ter herinnering aan de Prima divisio de Huisorde van de Gouden Leeuw van Nassau.